# Alfa Romeo P1
Alfa Romeo Tipo P1 je prvi povojni dirkalnik Alfe Romeo, ki je bil v uporabi med sezonama 1923 in 1924, ko sta z njim dirkala Antonio Ascari in Ugo Sivocci. Motor iz leta 1923 je lahko razvil moč 95 KM pri 5000 rpm, tisti iz leta 1924 pa 115 KM pri 5000 rpm. Ascari in Sivocci sta nastopila na dirki za Veliko nagrado Italije v sezoni 1923, odmevnejšega rezultata pa nista dosegla. Po smrtni nesreči Sivoccija na testiranju dirkalnika septembra 1923 na dirkališču Autodromo Nazionale Monza je bil razvoj dirkalnika ustavljen, moštvo pa je najelo Vittoria Jana kot glavnega dizajnerja novega dirkalnika Alfa Romeo P2.